# Антон Краль
Антон Себастіан Краль (швед. Anton Sebastian Kralj, нар. 12 березня 1998, Мальме, Швеція) — шведський футболіст, фланговий захисник клубу «Гаммарбю».

## Ігрова кар'єра

### Клубна
Антон Краль народився у місті Мальме і з 2010 року виступав за юнацькі команди місцевого клубу «Мальме». Брав участь у Юнацькій лізі УЄФА. У 2017 році футболіста було внесено до заявки першої команди. Але в основі Краль не провів жодного матчу і одразу був відправлений в оренду. Провівши два сезони в клубі Супереттан «Єфле».
У січні 2019 року Краль перейшов до норвезького клубу «Саннефіорд», з яким виграв турнір другого дивізіону і наступний сезон провів, граючи в Елітсерії.
Перед початком сезону 2021 року Краль повернувся до Швеції, де як вільний агент підписав двворічний контракт з клубом вищого дивізіону «Дегерфорс». У складі якого 12 квітня дебютував у чемпіонаті Швеції. Після завершення контракту з клубом Краль також як вільний агент приєднався до «Гаммарбю».

### Збірна
У 2016 році у складі юнацької збірної Швеції (U-17) Антон Краль брав участь у юнацькому чемпіонаті Європи в Азербайджані, де зіграв в усіх чотирьох матчах своєї команди.
Також у листопаді 2020 року Краль дебютував у складі молодіжної збірної Швеції.

## Особисте життя
Мама Антона - Анна Альстрем також професійно грала у футбол. У 1986 році у складі жіночої команди «Мальме» виграла чемпіонат Швеції 1986 року.